# Джоузеф Алън Хайнек
Джоузеф Алън Хайнек (на английски: Josef Allen Hynek) е американски астроном, професор и уфолог, известен с участието си в проекта „Синя книга“.

## Биография
Роден е на 1 май 1910 година в Чикаго, Илинойс, в семейството на чехи. През 1931 завършва бакалавърска степен в Чикагския университет. През 1935 получава докторска степен по астрофизика и на следващата година се присъединява към факултета по физика и астрономия в Университета в Охайо. Хайнек специализира в изучаването на звездната еволюция и идентифицирането на двойните звезди.
По време на Втората световна война Хайнек работи в Лабораторията за приложна физика „Джонс Хопкингс“. След края на войната се връща в Катедрата по физика и астрономия в Охайо и през 1950 г. става професор.
Умира на 27 април 1986 година в Скотсдейл, Аризона, на 75-годишна възраст.

## Проект „Синя книга“
Като реакция на многото наблюдения на „летящи чинии“ (впоследствие наречени НЛО), Военновъздушните сили на САЩ започват проекта „Знак“ през 1948, който впоследствие е наследен от друг проект „Недоволство“. През 1952 проектът се преименува на Проект „Синя книга“. Хайнек е привлечен към „Знак“ като научен консултант. Задачата му е да преценява дали описанията на НЛО отговарят на познат астрономически обект.